# لاس پالماس ۲ (تگزاس)
لاس پالماس ۲ (به انگلیسی: Las Palmas II) یک منطقهٔ مسکونی در ایالات متحده آمریکا است که در تگزاس واقع شده‌است. لاس پالماس ۲ ۰٫۷۹ کیلومتر مربع مساحت و ۱٬۶۰۵ نفر جمعیت دارد و ۱۳٫۷۲ متر بالاتر از سطح دریا واقع شده‌است.